# ザ・グレート・カリ
ザ・グレート・カリ（The Great Khali、1972年8月27日 - ）は、アメリカ合衆国のプロレスラー。インド・ヒマーチャル・プラデーシュ州出身。本名はダリップ・シン・ラナ（Dalip Singh Rana）。

## 来歴

### キャリア初期
1993年、警察官となり従事。その傍らボディビルダーとしても活動。警官を辞職後、ボディビルダーとして本格的に活動してミスター・インディアの称号を得る。
1999年、プロレスラーを志して渡米。カリフォルニア州ヘイワードを拠点とするAPW（All Pro Wrestling）に入門。トレーニングを開始。

### 新日本プロレス
2001年8月12日、新日本プロレス両国国技館大会で、蝶野正洋からTEAM 2000の新メンバーとして紹介される。ジャイアント・シン（Giant Singh）と名乗り、同じく身長2mを超えるジャイアント・シルバと組み活動。2002年に行われたIWGPタッグ王座決定トーナメント中に2人は仲間割れ。同年3月には一騎討ちをした。
2003年1月、ファンタジーファイトWRESTLE-1に囚人ギミックのシン・ザ・ジャイアント・コンビクト（Singh The Giant Convict）のリングネームでヤン・ザ・ジャイアント・コンビクトとタッグを組んで出場。

### WWE
2006年1月2日、WWEと契約を交わし入団。2月2日、傘下団体であるDSW（Deep South Wrestling）にてザ・ジャイアント（The Giant）のリングネームでデビュー。フランキー・シアストと対戦。勝利を飾った。4月7日、SmackDown!にて、ザ・グレート・カリ（The Great Khali）のリングネームでデビュー。マネージャーにデバリを従え、ジ・アンダーテイカーを襲撃した事がきっかけとなり抗争を展開。ジャッジメント・デイにてジ・アンダーテイカーに勝利。グレート・アメリカン・バッシュでは再戦として竹で囲まれた牢獄の中で対戦するパンジャーブ・プリズン・マッチで試合を行う予定であったが、盲腸の異常のため欠場。
2007年、WrestleMania 23にて出場。ケインと対戦。ケインは映画であるSee No Evilに主演した直後であり、劇中で自らが演じた怪物の持つ凶器チェーンフックを試合に持ち込む。この試合でケインからボディスラムでマットの上に叩きつけられる場面もあったが勝利。試合後、ケインの持ち込んだチェーンフックを用いて首を締め、失神させた。6月に行われたドラフトにてSmackDown!に移籍。7月22日、20人バトルロイヤルを勝ち抜き、プロレスラーとしてのキャリア初となるWWE世界ヘビー級王座を獲得。
2008年、フィンレー、ホーンスワグルと抗争。
2009年5月、ドルフ・ジグラーと抗争を開始。6月28日、ザ・バッシュでノーDQ戦で対戦するが試合途中にケインが乱入。スティールチェアーで襲撃に遭った後、ジグラーにフォールされ敗戦。これがきっかけとなりケインとの抗争を開始する。このケインとの抗争中にカリの通訳をしているランジン・シンがアングル上で弟だと発覚。
2010年、マット・ハーディーと組んでタッグ戦線で活動。4月、SmackDownでジグラーとの試合後、インドに帰国して休養すると宣言。しかし、以降は何事もなかったかのようにRAWに出場。4月、追加ドラフトにより通訳兼マネージャーのランジン・シンと共にRAWへ移籍。WrestleMania XXVIIではダーク・マッチの22人バトルロイヤルで優勝した。
2012年、ロイヤルランブルに15番目として電撃復帰。5月、エゼキエル・ジャクソンとタッグを組みNXTに登場。11月にはナタリヤとカップルギミックとなり、またホーンスワグルも携えている。ナタリヤがタイソン・キッドと婚約した事によりこのギミックは頓挫した。
2014年11月13日、WWEとの契約が満了となり退団。

### CWE
WWE退団後、2015年11月、インド・パンジャーブにてCWE（Continental Wrestling Entertainment）なる団体を設立。
2016年2月24日、CWEにてブロディ・スティールと対戦。試合途中でスティールのセコンドであるマイク・ノックスとアポロの介入により襲撃を受けてノーコンテストになる。試合後、頭部と目の負傷を負っていた事で病院へと搬送された。同月28日、ブロディ・スティールにリベンジマッチを挑む。試合前からスティール、そしてセコンドのマイク・ノックス、アポロから襲撃を受けてまともに試合を出来る状態ではなくなるが、中盤に場外で3人にカリ・チョップを与えて撃退すると流れを変え、スティールをリング内へ入れ、スティールチェアーで連打して倒すとフォールを奪い勝利した。
2017年2月10日、マサチューセッツ州ウェブスターを拠点とするBTW（Big Time Wrestling）に参戦。ジェイク・マニングと対戦。勝利。同月11日、BTWにてジェフ・ルイス・ニールと対戦。勝利。

### WWE
2017年7月23日、Battleground 2017にてWWE王者であるジンダー・マハル vs ランディ・オートンによるパンジャーブ・プリズン・マッチでの王座戦が行われる。終盤にマハルがオートンからスティールチェアーで殴打され、オートンに脱出されそうになったところ、バックステージより登場。オートンの首を掴み、動きを止めるアシストをするとマハルが脱出。王座の防衛に貢献した。

## 得意技
バイス・グリップ
相手の頭を両手で挟みこむアイアンクロー。
アイアン・クロー
パンジャブ・プランジ
ネック・ハンギング・ツリー状態で相手を持ち上げ、そのまま相手をマットに叩きつける。旧名称はカリ・ボム。
カリ・チョップ
相手の脳天へのチョップ。この技一発で相手を倒してしまうこともある。
ジャイアント・ボム
新日本プロレス参戦時のフィニッシャー。
ヘッドバット
ビッグブート
スクープスラム
ミリタリープレス

## 獲得タイトル
WWE
- WWE世界ヘビー級王座 : 1回

## 入場曲
- Danger - Jim Johnston
- Land Of Five Rivers - Panjabi MC
- Main Yash Hun V2 - Jim Johnston
- Sher (Lion) - Jim Johnston